# 제주시·북제주군
제주시·북제주군은 대한민국의 옛 국회의원 선거구이다. 당시 제주도 제주시와 북제주군 지역을 관할했다.

## 역사
제6대 국회의원 선거를 앞두고 제주시 선거구와 북제주군 선거구가 통합되면서 신설되었다.
제9대 국회의원 선거를 앞두고 남제주군 선거구와 통합되어 제주시·북제주군·남제주군 선거구를 이루게 됨에 따라 폐지되었다.

## 역대 국회의원
| 선거   | 정당 | 정당       | 의원   |
| ------ | ---- | ---------- | ------ |
| 1963년 |      | 민주공화당 | 임병수 |
| 1967년 |      | 민주공화당 | 양정규 |
| 1971년 |      | 민주공화당 | 홍병철 |

## 역대 선거 결과

### 대한민국 제6대 국회의원 선거
|  | 45.61% |

|  | 22.57% |

|  | 16.52% |

|  | 4.42% |

|  | 3.95% |

|  | 3.85% |

|  | 3.03% |

### 대한민국 제7대 국회의원 선거
|  | 61.01% |

|  | 20.58% |

|  | 11.23% |

|  | 2.11% |

|  | 2.09% |

|  | 1.75% |

|  | 1.20% |

### 대한민국 제8대 국회의원 선거
|  | 69.50% |

|  | 26.37% |

|  | 2.53% |

|  | 1.07% |

|  | 0.50% |